# Patrimonio de Le Corbusier de Firminy-Vert
El sitio de Le Corbusier en Firminy incluye varios edificios diseñados por Charles Édouard Jeanneret, Le Corbusier. Es el complejo urbano más grande inspirado por él en Europa y el segundo en el mundo después de Chandigarh en India. 

## Historia
Cuando fue elegido alcalde de Firminy en 1953, Eugène Claudius-Petit decidió auditar la ciudad. El centro de la ciudad estaba formado por edificios, en su mayoría construidos antes de 1914. Las infraestructuras como el suministro de agua potable eran prácticamente inexistentes. 
Sobre la base de esta observación, Eugène Claudius-Petit decide crear un nuevo distrito con todas las comodidades modernas. Charles Delfante, ayudado por los arquitectos Marcel Roux, Jean Kling y André Sive, fue elegido para llevar a cabo el primer plan urbanístico titulado "Firminy-Vert" en 1954. 
Sus construcciones respetan los principios fundamentales de la Carta de Atenas (más del 88% de vegetación y el resto en edificios), de los cuales Le Corbusier es uno de los fundadores y que publicó en 1943. 
Le Corbusier, amigo de Claudio-Petit, a quien había conocido en 1946 en Estados Unidos, lo invitó a diseñar la segunda fase del nuevo distrito Firminy-Vert en 1954. 
Produjoe dos planes urbanísticos: 
- el primero, en 1958, es un centro cívico (estadio municipal, casa de cultura y de juventud e iglesia);
- el segundo, alrededor de 1962, fue un proyecto de 3.500 viviendas distribuidas en tres unidades con instalaciones escolares y comerciales.[1]

Le Corbusier murió en 1965 en Cap-Martin antes del fin de las obras, cuando la mayoría de los proyectos aún estaba sin completar, solo la Casa de Cultura estaba casi terminada.
Solo se construyó una unidad de viviendas; las obras de la iglesia se detuvieron por falta de fondos en 1978, dejando el nivel 5 sin la parte superior. 
Le Corbusier no llegó a diseñar la piscina que debía estar incluida en el conjunto arquitectónico. Fue diseñada más tarde por uno de sus discípulos, André Wogenscky. 
En 2003, se reanudó la construcción de la iglesia, tras una parada de 30 años. Las obras fueron financiadas con fondos públicos, violando el principio de separación de Iglesia y Estado. El edificio fue inaugurado en 2006. Los contratos de obras fueron impugnados por el tribunal administrativo pero después de su finalización. 
En 2008, la fundación Le Corbusier propuso por segunda vez la clasificación de todos los sitios de Le Corbusier como Patrimonio Mundial por la UNESCO. 

## Monumento
Todo el sitio de Le Corbusier Firminy está clasificado como monumento histórico y está compuesto por : 
- una casa de cultura y juventud (ex-Espace Le Corbusier),[3]
- una unidad de viviendas,[4]
- un estadio municipal.[5]
- la iglesia de Saint-Pierre[6]
- una piscina[7] construida entre 1965 y 1968, por el arquitecto André Wogenscky después de la muerte de Le Corbusier).

En 2016, la casa de cultura Firminy-Vert fue una de las 17 obras arquitectónicas de Le Corbusier clasificadas como Patrimonio de la Humanidad por la UNESCO.